# Centris satana
Centris satana là một loài Hymenoptera trong họ Apidae. Loài này được Snelling mô tả khoa học năm 1984.